# Строители святилища

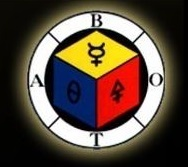
Строители святилища эмблема

Строители святилища или (B. O. T. A.) («Строители святая святых», «Школа вечной мудрости») (англ. Builders of the Adytum (B. O. T. A.)) — школа западной эзотерической традиции, находящаяся в Лос-Анджелесе, которая зарегистрирована как некоммерческая освобождённая от налогов религиозная организация. Она была основана в 1922 г. в Нью-Йорке Полом Фостером Кейсом под первоначальным названием «Школа вечной мудрости» (в 1938 г. переименована в «Строители святая святых»). Она происходит как от Герметического ордена Золотой зари, так от масонства. Позднее она была преобразована Энн Дэвис.
B.O.T.A. охватывает эзотерическую психологию, оккультное таро, герметическую кабалу, астрологию и методы медитации. Она также имеет множество ритуальных и исследовательских групп, некоторые из которых открыты для общественности. Общество утверждает о своей связи с «невидимыми мастерами-розенкрейцерами». Основной род деятельности общества — занятие каббалистической и оккультной практикой. Общество создало собственные карты таро.
В конце XX в. общество пережило несколько расколов, в результате которых сформировались новые оккультные общества, в частности «Братство скрытого света» (FLO).
В мире насчитывается около 5000 человек — членов В. О. Т. А. .

## История
Организация была основана в 1922 году Полом Фостер Кейсом. Он был старшим членом Герметического ордена Золотой зари в США. После разногласий с Мойной Мазерс, главой Золотого Рассвета и вдовой Макгрегора Мазерса, он оставил «Золотой рассвет» вместе с некоторыми бывшими членами и сформировал отдельный орден.
Со смертью Пола Фостера Кейс его секретарь Энн Дэвис стала главой B. O. T. A.
Орден процветал и расширился до Европы и Австралии.

## Убеждения
В B. O. T. A. считается, что каббала является мистическим корнем как древнего иудаизма, так и первоначального христианства. Люди всех конфессий принимаются в орден, если они мистически склонны к учению ордена.
Для членов B. O. T. A. средства, благодаря которым могут быть получены более высокое сознание, освещение и просветление, включают как теорию, так и оккультную практику. Эти учения и практические секреты составляют то, что Строители святилища называют «безвременной мудростью». Безвременная мудрость не подвержена времени и не рассматривается В. О. Т. А. как прежде всего продукт мышления человека. Она (мудрость) «написана Богом на лице природы» и всегда существует для мужчин и женщин всех эпох.

## Исследовательские группы
Эти группы открыты для всех и предоставляют возможность взаимодействовать с теми, кто разделяет общее духовное учение и практику. Цели исследовательских комиссий включают развитие братской любви и гармонии, развитие более высокого сознания, включение в повседневную жизнь принципов «безвременной мудрости», умения научиться радоваться совместной работе «единой воли» (Воля Бога).

## Ритуальные группы
Групповая ритуальная работа уже давно используется в западной оккультной традиции как динамическое средство для создания духовных и братских идей. Открыто только для членов групп B. O. T. A., эта ритуальная работа происходит после посвящения в Pronaos, которая включает в себя клятву секретности. Её цель — более эффективно отражать символизм на психике адептов посредством драматического принятия, используя статические образы Таро B. O. Т. A.